# Миримский, Лев Юльевич
Лев Юльевич Миримский (укр. Лев Миримський, 2 апреля 1960, Симферополь — 27 апреля 2017) — украинский крымский предприниматель и политик, основатель и лидер партии «Союз», депутат Верховной рады Украины II, III, IV (1994—2006) и VII (2012—2014) созывов, депутат ВС Крыма (2002—2003, 2006—2012).
Один из самых богатых людей Крыма, миллионер.

## Биография
Родился в семье служащих, по национальности еврей.

### Образование
После восьмилетки окончил Симферопольский техникум железнодорожного транспорта, где учился в 1975—1979 гг., техник-дорожник.
Окончил Симферопольский филиал Московского университета менеджмента и коммерции (1995), экономист.
Окончил Национальную академию государственного управления при Президенте Украины (2001), магистр государственного управления.
По состоянию на 2012 год там же соискатель кафедры философии и методологии, где работал над диссертацией «Технология власти в условиях гражданского общества».

### Трудовая деятельность
В 1979—1981 гг. проходил срочную службу в рядах Советской армии, был фотографом. В 1981—1987 гг. работал техником-строителем в Симферополе. В 1987 году организовал одно из первых в Крыму частное торговое предприятие, до этого занимался торговой деятельностью нелегально, по собственному утверждению — с 1983 года, также занимался другой предпринимательской деятельностью. С 1987 по 1994 год работал на руководящих должностях на предприятиях Симферополя: 1987—1989 гг. — директор кооператива «Прогресс», 1989—1993 гг. — директор СП «Леко», 1993—1995 гг. — президент корпорации «Империя» (сфера деятельности корпорации: недвижимость, туризм, торговля и связь).

### Политическая деятельность
В 1994—2006 годах избирался народным депутатом Украины трёх созывов, всё три раза — мажоритарщиком от Крыма (избирался в Симферополе). Был членом Комитета Верховной рады по вопросам борьбы с организованной преступностью и коррупцией.
Основатель и член политической партии «Союз» с её образования в 1997 году. С 2005 года её председатель, с того же года также председатель Крымской региональной организации партии.
В 2010 году Миримский не прошёл в городские головы Симферополя, заняв второе место он проиграл кандидату от Партии регионов. Согласно предвыборному соцопросу Республиканского института политических и социологических исследований, Миримский стал тогда лидером антирейтинга. «Зеркало недели» в 2012 году отмечало, что Миримский «имел большой успех на выборах мэра Симферополя, но уступил украденную победу безропотно».
Депутат Верховного Совета Автономной Республики Крым в 2002—2003 гг., созыва 2006—2010 годов, в 2010—2012 годах депутат шестого созыва, лишился мандата с избранием в ВР Украины. В 2003 году в составе делегации украинских парламентариев впервые нанёс визит на Тайвань.
С декабря 2012 года народный депутат Верховной рады Украины VII созыва, избран по мажоритарному округу в Симферополе от партии «Союз». Он стал единственным депутатом-мажоритарщиком от Крыма, прошедшим будучи не от Партии регионов (всего в Крыму было десять округов). (Противник Миримского по округу от Партии регионов снял свою кандидатуру сам.)
01.02.2013 нардеп Миримский предложил законопроект, которым предлагалось разрешить курение в частных украинских ресторанах, барах и кафе, ранее полностью запрещённое (антитабачный закон 2012). По словам Миримского, «Лишать людей выбора курить или не курить — это в каком-то смысле все равно, что разрушать основы демократической культуры. Это не только бесполезно, но и крайне неуважительно по отношению к курящим», — заявил он и сравнил: «А что, если вегетарианцы начнут печатать устрашающие графические изображения с расчлененными трупами животных на палках колбасы?».
Газета «День» в 2002 года отмечала, что Миримский считается одним из наиболее влиятельных крымских политиков.
В конце 2002 года первый вице-спикер крымского парламента Василий Киселёв заявил о том, что Миримский является гражданином Израиля, однако МИД Израиля это отрицал, Л. Миримский подавал в суд на В. Киселёва и выиграл. По данным Григория Омельченко, также располагавшим документами о наличии у Миримского израильского гражданства, к тому же Миримским незаконно был получен диплом о высшем образовании (1995). О последнем см. воспоминания Миримского.
В интервью в августе 2010 года отмечал: «Я шел кардинально другим путём: сначала заработал, а потом пошел в политику. Я мог бы и дальше заниматься бизнесом, но всех денег не заработаешь и уж тем более — не потратишь… я стал финансово самодостаточным, но ситуация в стране мне не нравилась. Поэтому в 1994 году я пошел в первый раз в парламент, чтобы посмотреть, можно ли что-то изменить. Уже там понял, что один человек, даже самый энергичный, не добьется цели, и в 1996 году с единомышленниками организовал Крымскую партию, которая в 1997 году была преобразована во всеукраинскую партию „Союз“. В парламенте Украины я проработал три срока, и мне абсолютно не стыдно за свою деятельность. Я отстаивал и отстаиваю интересы крымчан».
В интервью в январе 2013 года высказывался: «Нельзя жить за забором, когда вокруг пустыня. Завтра люди придут с вилами. Страна доведена до крайней точки».
После аннексии Крыма Российской Федерацией продолжал депутатские полномочия до окончания работы Верховной рады 7 созыва в ноябре 2014. В этот период прилагал все усилия для помощи проживающим в Крыму гражданам Украины. После ухода из Рады оставил политику, продолжив заниматься бизнесом, хотя ему предлагали посты новые власти полуострова и Украины.
Автор книг «Курс деловой этики», «Экономика и духовные ценности религии» и многих публикаций.
Умер 27 апреля 2017 года. Похоронен на следующий день в Киеве на Байковом кладбище.

## Состояние
В 2008 году, согласно еженедельнику «Комментарии», капитал Миримского составлял $180 млн.
Сохранил активы в Крыму после смены государственной принадлежности, также сдавал в аренду киевский торговый центр.

## Семья
Супруга Виктория Александровна (1971 г. р.), трое детей: старшая дочь (1990 г. р.) и два сына Роман и Бенджамин. На супругу и других родственников зарегистрирован основной бизнес. Проживают в Киеве.

## Увлечения. Мировоззрение
Главное — понимать, сколько ты можешь проиграть. Есть даже поговорка: «Отец бил сына не за то, что играл, а за то, что отыгрывался». Я азартный человек и потому говорю: знайте меру.
Увлекался игрой в покер, назывался одним из лучших игроков Украины.
О своих взглядах высказывался (продолжение ответа на вопрос журналиста «А с чем связана волна убийств и самоубийств крымских мэров?» {имеется в виду серия смертей в 2010—2012 годах, см. напр.} — «Ну что тут неясного, дело в презренном металле — деньгах, земле…»): «Не могу сказать, что я сильно верующий, но считаю, что кто-то сверху над нами есть, и тем, кто такое совершает, это всё равно вернётся. Сегодня ничего так просто не бывает».

## Критика
Отмечают, что ранее он был тесно связан с криминалитетом, в частности с крымской ОПГ «Башмаки».Есть свидетельства о ведении им противоправной деятельности и в последние годы. Утверждается, что в криминальных кругах он известен по прозвищу «Леон Киллер». В то же время сам Миримский свою связь с криминалом категорически отрицает, он располагает ответом из крымского главка милиции, что информация о его уголовном преследовании там отсутствует и что уголовные дела в отношении него не возбуждались. Утверждается, что бывший начальник крымского главка милиции Геннадий Москаль, занимавший эту должность в 1997—2000 гг. и отметившийся на ней успешной борьбой с криминалом, подарил Миримскому собственную книгу с подписью «На память о совместной работе в Крыму в 1997—2000 годах». В своём интервью в марте 2013 года Миримский высказывался: «В 90-е годы был бандитский беспредел, который потом перешел в милицейский беспредел, а сегодня — волна чиновничьего беспредела».

## Награды
- Заслуженный экономист Украины (дек. 2003)[33]
- Имеет многочисленные грамоты и благодарности от Президента, Председателя Верховной Рады, Премьер-министра Украины.
- Орден Украинской Православной Церкви «Преподобного Агапита Печерского» III степени — за заслуги перед церковью.
- Орден Петра Великого за весомый вклад в развитие российско-украинских отношений